# Alan Kelly (accordeonist)
Alan Kelly is een Iers accordeonist afkomstig uit County Roscommon, Ierland. Na zijn geboorte in 1972, groeide hij op in een familie die verbonden was met de traditionele muziek van Ierland. Zijn vader Frank Kelly, was een piano accordeonist afkomstig uit Fourmilehouse, in Zuid Roscommon, winnaar van de All-Ireland senior titel in 1964 en zijn moeder, Mary Kelly (geboren Ryan), was pianiste en speelde saxophoon.
Alan volgde zijn vaders voorbeeld en begon ook op de piano accordeon te spelen en won ook verschillende All-Ireland titels. Daarna vertrok hij naar Galway en daar ontstond in 1997 zijn solo-album Out of the Blue. Na het uitkomen van deze cd, reisde hij door de Verenigde Staten en Canada.
Ook in 1997, werd hij uitgenodigd deel uit te maken van de huis-groep van Sibin, een wekelijks muziekprogramma van TG4, waar hij optrad met muzikanten zoals Matt Molloy, Seán Keane, Mick Hanley, Arty McGlynn en Nollaig Casey.
In 2000 presenteerde Alan zijn tweede soloalbum Mosaic (TARA cd 4010) met een concert bij het Galway Arts Festival met een groep van acht man waaronder Arty McGlynn, saxofoon, Richie Buckley, trompet, Danial Healy en Sean Smyth op fiddle.
Alans recentste album is samen met zijn broer John (fluit): Fourmilehouse (BBM 2003), 2002, met traditionele muziek. Op deze cd is onder andere ook Arty McGlynn te horen.

## Recente Festivals met de Alan Kelly Band
- Tonder Festival, Denmark
- North Texas Irish Festival, Dallas, USA
- Celtic Connections, Glasgow
- Sate-Hame Accordion Festival, Finland
- From The Heart at the Barbican, London
- Oslo Irish Festival, Norway
- Copenhagen Irish Festival, Denmark
- Sidmouth Folk Festival, England
- Queens Festival, Belfast
- Shetland Folk Festival, Shetland Islands